# فرنسيس أونيل
فرنسيس أونيل (بالإنجليزية: Francis O'Neill)‏ هو عالم موسيقى أيرلندي، ولد في 28 أغسطس 1848 في مقاطعة كورك في جمهورية أيرلندا، وتوفي في 28 يناير 1936 في شيكاغو في الولايات المتحدة.

## وصلات خارجية
- فرنسيس أونيل على موقع ميوزك برينز (الإنجليزية)
- فرنسيس أونيل على موقع ميوزك برينز (الإنجليزية)
- فرنسيس أونيل على موقع أول ميوزيك (الإنجليزية)
- فرنسيس أونيل على موقع ديسكوغز (الإنجليزية)